# GG Carinae
GG Carinae eller HD 94878, är en dubbelstjärna i norra delen av stjärnbilden Kölen. Den har en genomsnittlig skenbar magnitud av ca 8,67 och kräver åtminstone en stark handkikare eller ett mindre teleskop för att kunna observeras. Baserat på parallax enligt Gaia Data Release 3 på ca 0,41 mas, beräknas den befinna sig på ett avstånd på ca 8 000 ljusår (ca 2 500 parsek) från solen.  Den rör sig närmare solen med en heliocentrisk radialhastighet på ca -142 km/s. Stjärnan ingår nästan säkert i den rika men svaga öppna stjärnhopen ASCC 63, som tros ha omkring 1 700 medlemsstjärnor. Hopen beräknas vara 18 miljoner år gammal och belägen på ett avstånd av 3 500 pc.

## Egenskaper
Primärstjärnan GG Carinae A är en vit till blå superjättestjärna av spektralklass B0/2 eq. Den har en massa som är ca 24 solmassor, en radie som är ca 27 solradier och har ca 180 000 gånger solens utstrålning av energi från dess fotosfär vid en effektiv temperatur av ca 23 000 K.

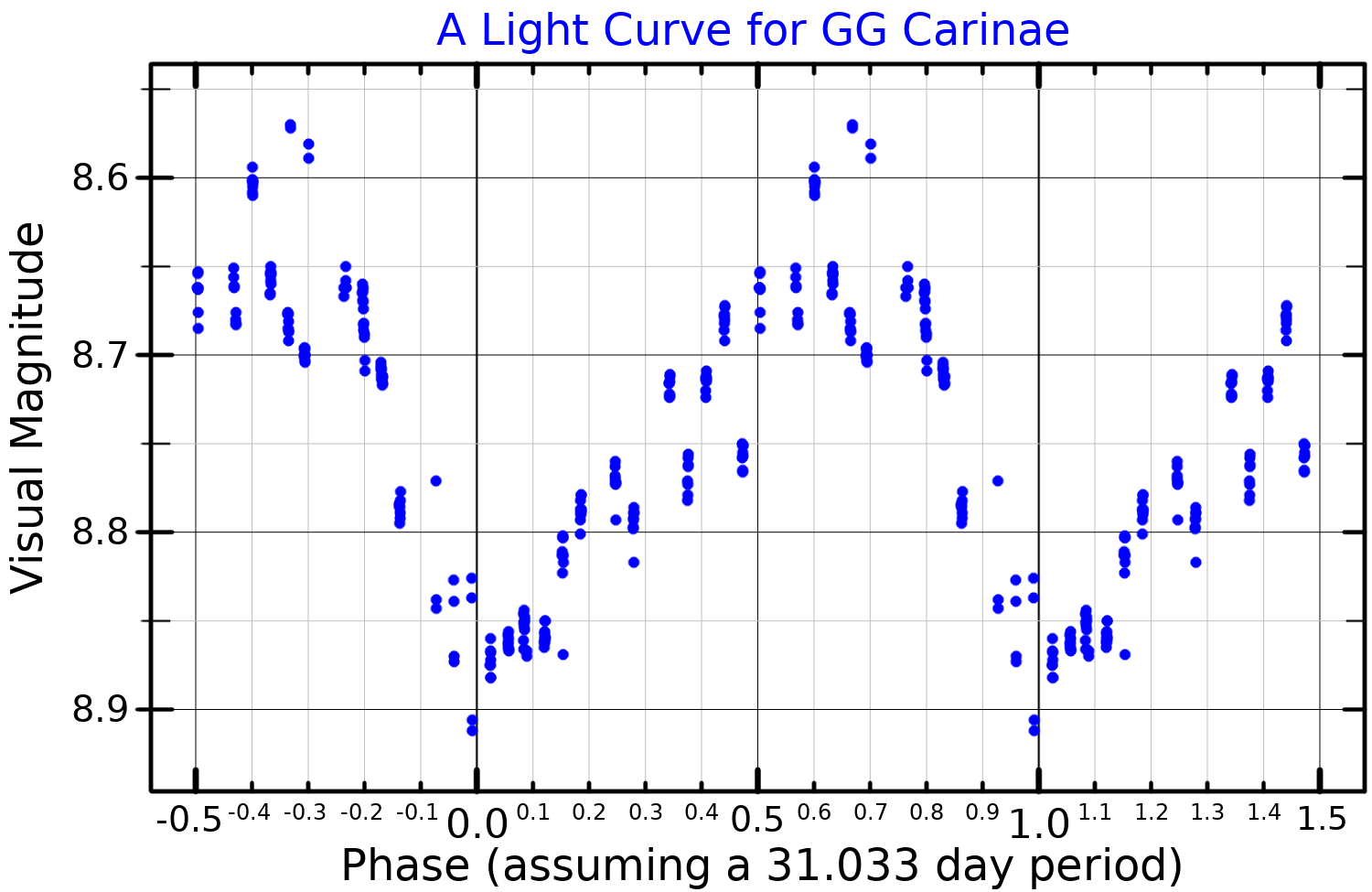
Ljuskurva för GG Carinae i det synliga bandet, plottad från data publicerade av Gosset et al.

GG Carinae upptäcktes av W.P. Fleming 1892 genomsnittligt ha ett ovanligt spektrum, som matchade profilen hos en P Cygni-stjärna med ljusa emissionslinjer av väte. År 1930 fann WE Kruytbosch att stjärnans ljusstyrka var variabel och bestämde en variationsperiod på 31,043 ± 0,014 dygn och föreslog att den kan vara både en förmörkelsevariabel och P Cygni-variabel. Denna period bekräftades 1933 av D. Hoffleit. Ett överskott av nära infraröd strålning upptäcktes 1973, vilket anger närvaro av ett omgivande stoftskal.
Analys av spektrumet av C. A. Hernández et al. 1981 angav att stjärnan är omgiven av ett tjockt, utsträckt hölje som döljer absorptionslinjer som bildas i stjärnfotosfären. De använde mätningar av radialhastighetsvariationer för att uppskatta en period på 31,03 dygn. År 1984 använde E. Gosset et al. fotoelektrisk fotometri för att hitta en period på 31,020 dygn, men övertygades av data om att omloppsperioden är dubbelt detta värde, eller 62,039 dygn. GG Carinae klassificerades som en superjätte B[e]-stjärna av Henny Lamers et al. 1998, baserat på egenskaper som liknar B[e]-superjättar i Magellanska molnen.
År 2004 använde M. A. Machado et al. högupplösta spektralmätningar för att bekräfta att detta är en dubbelstjärna med inneboende variabilitet. M. Kraus upptäckte ett anrikat överflöd av kol-13 (i form av 13CO) i stjärnvinden, vilket bekräftar att den är en utvecklad B[e]-superjätte snarare än en stjärna före huvudserien. Kraus et al. upptäckte 2013 CO-gas i en omgivande ringar, som möjligen är placerade där av primärstjärnan som en snabb roterande Be-stjärna. Alternativt kan det ha kommit via Roche-lob-spill från följeslagaren, om vilken lite är känt.